# Vizedomamt in der Stadt Mainz

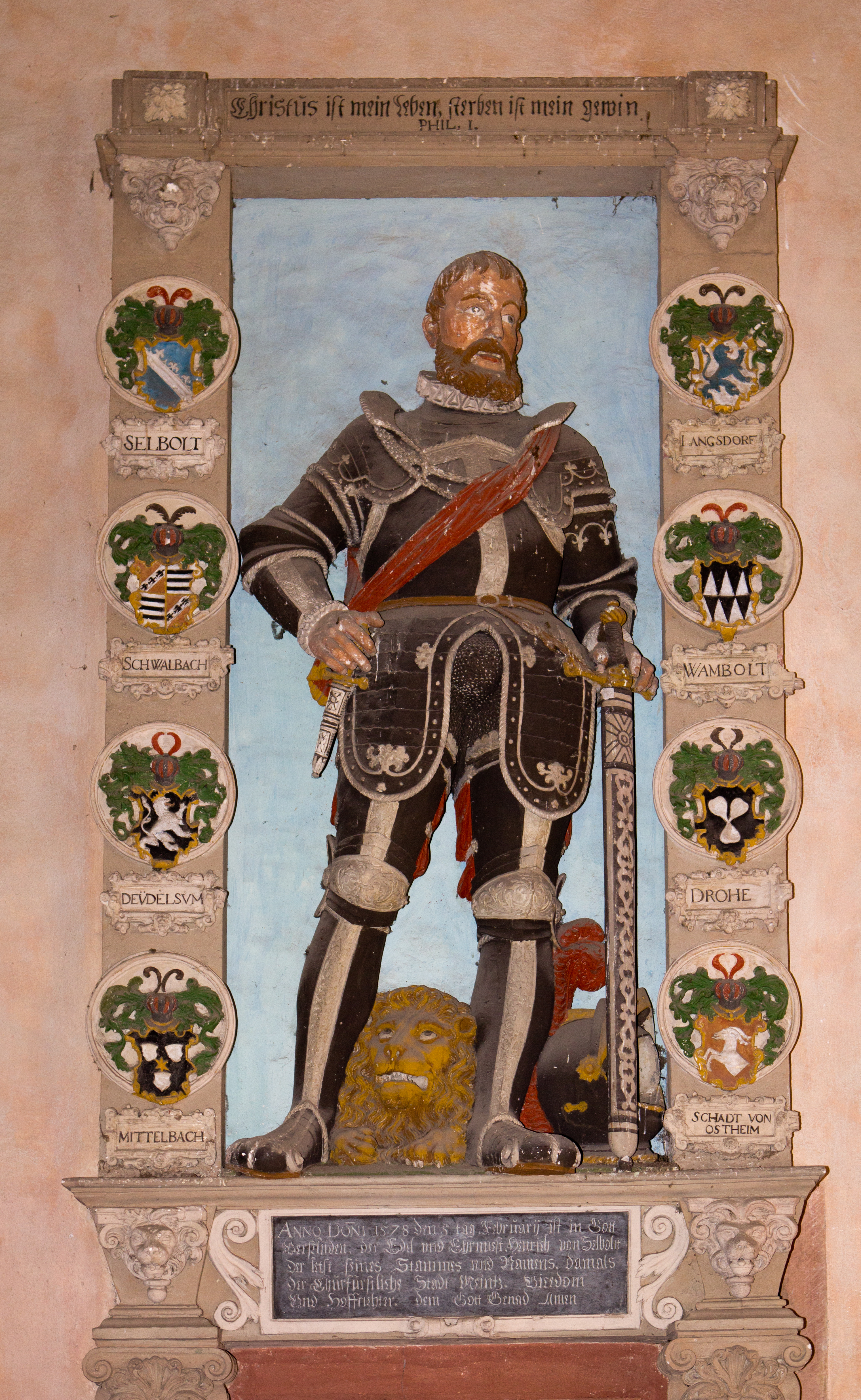
Epitaph des Mainzer Vizedoms Heinrich V. von Selbold im Mainzer Dom.

Das Vizedomamt in der Stadt Mainz war eine Verwaltungseinheit im Kurfürstentum Mainz.

## Vorgeschichte
Der Erzbischof war seit dem 9. Jahrhundert der bedeutendste Grundbesitzer in der Stadt Mainz. Ende des 10. Jahrhunderts hatte das Bistum auch das sogenannte „Grafendrittel“ in seinen Besitz bekommen. Der Erzbischof war damit faktisch Landesherr geworden. Ausdruck der Landeshoheit war die Ernennung eines Erzbischöflichen Beamtes mit dem Titel „Hochvogt und Stadtpräfekt“. 1028 wird Erkenbald als Stadtvogt genannt und ist damit der erste namentlich bekannte Vogt. Seit 1213 wird für den Stadtvogt auch der Titel eines Burggrafen verwendet.
Bis 1221 führen die Grafen von Looz-Rieneck den Titel eines Burggrafen. Dieser wurde jedoch ab der zweiten Hälfte des 12. Jahrhunderts zunehmend zur Sinekure. Leiter der erzbischöflichen Verwaltung der Stadt war nun der Kämmerer. 1108 wird dieses Amt erstmals urkundlich als Stadtkämmerer und Hofkämmerer geteilt. Der (geistliche) Stadtkämmerer wurde Vorsitzender des Stadtgerichtes, der weltliche Hofkämmerer war für die Blutgerichtsbarkeit und die Verwaltung zuständig. 1298 hob Papst Bonifatius VIII. das Verbot für Geistliche auf, die Blutgerichtsbarkeit auszuüben. Die Kämmererfunktionen wurden zusammengefasst. Die Besetzung des Amtes des Kämmeres war Domäne des Kapitels.
Mit dem Stadtprivileg Erzbischofs Siegfried III. von Eppstein aus dem Jahr 1244 gewann die Stadt weitere Selbstständigkeit hinzu. Nun lag die Macht überwiegend in der Hand des Stadtrates. Dem Erzbischof stand jedoch weiter die hohe Gerichtsamkeit zu.

## Geschichte
Nach der Mainzer Stiftsfehde endete 1462 die Stellung von Mainz als Freie Stadt. Ab diesem Zeitpunkt war es die Residenzstadt der Kurfürsten und die Verwaltung und Rechtsprechung wurde ab 1464 durch einen Kurmainzer Bevollmächtigten wahrgenommen. Dieser trug zunächst den Titel eines Stadthauptmanns, ab 1478 den eines Amtmanns und seit 1489 den eines Vizedoms. Damit war das Vizedomamt in der Stadt Mainz entstanden.
Durch seine Begrenzung auf die Stadt Mainz unterschied sich die Organisation des Vizedomamtes von der der anderen Vizedomämter. Es gab keine nachgeordneten Ämter oder Oberämter. Dafür bestand ein Stadtrat, der zwar keine hoheitlichen Aufgaben hatte, aber für die Niedergerichtsbarkeit und Verwaltung zuständig war.
Mit der Ämterreform von 1782 wurde auch der Titel eines Vizedom in der Stadt Mainz zur Sinekure. Ein Vizedomamtsdirektor wurde nun der faktische Leiter der Verwaltung in der Stadt.
Der Erste Koalitionskrieg bedeutete das Ende des Vizedomamtes in der Stadt Mainz. Mit dem Frieden von Campo Formio musste das Reich die Annexion des Linken Rheinufers anerkennen. Mainz wurde französisch, die französische Verwaltungsorganisation löste die kurfürstliche ab.

## Vizedome
- Eberhard von Eppstein (1464–1478)
- Philipp von Eppstein (1478–1480)
- Emmerich von Nassau (1489–1494)
- Johann von Breitbach (1494–1503)
- Emmerich von Karben (1503–1511)
- Konrad von Hattstein[1]
- Martin von Heusenstamm (1523–1527)[2]
- Heinrich V. von Selbold (1572 als Vizedom genannt)
- Heinrich Brömser (1636–1668)
- Franz Freiherr von Sickingen
- Damian Hartard Ernst Freiherr von Grünstein (1732–1742)
- Ludwig Franz Freiherr Knebel von Katzenelnbogen (1742–1754)
- Franz von Spaur (1754–1756)
- Carl Adolf Freiherr von Ritter zu Grünstein (1756–1781)
- Philipp Anton von Bibra[3] (1781–)

Vizedomamtsdirektor: H.J. Heimes
Die Vizedome waren in Personalunion auch für das Vizedomamt außer der Stadt Mainz zuständig.